# Mariage interreligieux
Le mariage interreligieux ou mariage mixte est le mariage civil ou religieux entre des personnes de confessions différentes. 

## Légalité
Selon la Déclaration universelle des droits de l'homme, « À partir de l'âge nubile, l'homme et la femme, sans aucune restriction quant à la race, la nationalité ou la religion, ont le droit de se marier et de fonder une famille ».
Plusieurs États de l'Inde, dont l'Uttar Pradesh ont interdit les mariages interreligieux. Cette interdiction a été votée contre le « love jihad », terme désignant la conversion d'une femme hindoue à l'islam à la suite de son mariage à un homme musulman.
Au Liban ou en Israël, le mariage civil n'existe pas, il est obligatoire de conclure un mariage religieux, ce qui revient à une interdiction de facto des unions mixtes. La solution souvent retenue est le mariage à Chypre, pays proche, qui est ensuite légalement reconnu au retour. Environ 3 000 mariages de personnes du Moyen-Orient ont lieu chaque année à Chypre.
L'Indonésie ne reconnaît pas les mariages interreligieux, les enfants issus de ces unions ne se voient pas remettre de certificats de naissance, ce qui rend difficile l'accès à la santé ou à la scolarisation.

## Position des différentes religions

### Bahaïsme
Le bahaïsme autorise le mariage avec des croyants d'autres religions, des athées ou des agnostiques. Une cérémonie bahaïe doit avoir lieu, les enfants doivent pouvoir être élevés dans la foi bahaïe et sont généralement élevés dans les deux religions de leurs parents.

### Bouddhisme
Dans le monde bouddhiste et les religions asiatiques en général, il n'y a pas d'opposition idéologique au mariage interreligieux. Néanmoins, la participation à certains rites (culte des ancêtres p. ex.) ou l'adoption de certaines pratiques (végétarisme) peut être exigée du conjoint.[réf. nécessaire]
En Birmanie, des moines bouddhistes extrémistes ont demandé l'interdiction des mariages interreligieux de la majorité bouddhiste avec la minorité musulmane.

### Druzes
Les Druzes constituent des communautés fermées qui n'acceptent pas de nouveaux membres, que ce soit par le mariage ou par la conversion.[réf. nécessaire]

### Christianisme

#### Église catholique
Un ou une catéchumène allant recevoir le baptême catholique ou l'ayant déjà reçu, peut se marier dans une église catholique avec une personne non baptisée si les mêmes conditions qu'un mariage catholique entre deux catholiques sont réunies: 
| Religion                                                                                               | Confession chrétienne | Confession chrétienne | Confession chrétienne | Religion non chrétienne ou sans religion |
| Religion                                                                                               | Orthodoxie | Protestantisme | Protestantisme | Judaïsme, Islam, Bouddhisme, Athéisme ou autre |
| --- | --- | --- | --- | --- |
| Validité du baptême (si présent)                                                                       | Les baptêmes des Églises orthodoxes sont reconnus[réf. nécessaire] | La plupart des baptêmes protestants sont reconnus, comme ceux des Églises anglicanes, luthériennes, réformées ou évangéliques | Certains baptêmes protestants ne sont pas reconnus, comme ceux des Églises unitariennes. | Tout baptême non chrétien, comme le « baptême civil », ou tout non baptisé.[réf. nécessaire] |
| Type de mariage                                                                                        | « mariage mixte » entre un catholique et un baptisé chrétien reconnu. Appelé « mariage interconfessionnel » par les protestants | « mariage mixte » entre un catholique et un baptisé chrétien reconnu. Appelé « mariage interconfessionnel » par les protestants | « mariage dispars » entre un catholique et un non baptisé. Appelé « mariage interreligieux » par les protestants | « mariage dispars » entre un catholique et un non baptisé. Appelé « mariage interreligieux » par les protestants |
| Type de mariage                                                                                        | Il est recommandé qu'il n'y ait pas d'eucharistie, car c'est un sacrement qui manifeste l'unité ecclésiale. | | | |
| Autorisation de l'évêque, en pratique du délégué aux dispenses ou des services des mariages du diocèse | « Dispense de religion mixte » et « dispense de forme canonique » | « Dispense de religion mixte » | « Dispense de religion mixte » | « Dispense d’empêchement de disparité de culte » (réf. : code de droit canonique, can. 1086 §§ 1 et 2) |
| Autorisation de l'évêque, en pratique du délégué aux dispenses ou des services des mariages du diocèse | L'évêché peut donner la permission de célébrer le mariage dans un autre lieu qu’une église ou une chapelle catholique, comme un temple protestant, une église orthodoxe, ou dans un autre endroit convenable (can. 1118 § 2) | | | |
| Autorisation de l'évêque, en pratique du délégué aux dispenses ou des services des mariages du diocèse | L'évêché peut valider le mariage célébré œcuméniquement par un pasteur ou par un célébrant orthodoxe sans la présence obligatoire d'un prêtre catholique. | L'évêché peut valider le mariage célébré œcuméniquement par un pasteur ou par un célébrant orthodoxe sans la présence obligatoire d'un prêtre catholique. | L'évêché peut valider le mariage célébré interreligieusement et conjointement par un prêtre catholique avec le représentant d'une autre religion (rabbin, imam, etc.) dans les formes prévues par le droit canon (can. 1108 § 1 ; can. 1117).                                                                              | L'évêché peut valider le mariage célébré interreligieusement et conjointement par un prêtre catholique avec le représentant d'une autre religion (rabbin, imam, etc.) dans les formes prévues par le droit canon (can. 1108 § 1 ; can. 1117).                                                                              |
| Autorisation de l'évêque, en pratique du délégué aux dispenses ou des services des mariages du diocèse | L'échange des consentements donné devant un pasteur, un imam, un rabbin ou un représentant d'une autre religion est reconnu par l'Église qui ne demandera pas une nouvelle fois l'échange des consentements. Un couple catholique/non-catholique marié religieusement dans une autre religion que l'Église catholique ne pourra plus être marié religieusement à l'Église.[réf. nécessaire] | | | |
| Déclaration d’intention signée par les deux futurs époux s'engageant à :                               | Si le couple choisit d'échanger ses consentements à l'Église, il s'engage à ne pas les échanger une seconde fois dans une autre religion ;[réf. nécessaire] | Si le couple choisit d'échanger ses consentements à l'Église, il s'engage à ne pas les échanger une seconde fois dans une autre religion ;[réf. nécessaire] | Si le couple choisit d'échanger ses consentements à l'Église, il s'engage à ne pas les échanger une seconde fois dans une autre religion ;[réf. nécessaire] | Si le couple choisit d'échanger ses consentements à l'Église, il s'engage à ne pas les échanger une seconde fois dans une autre religion ;[réf. nécessaire] |
| Déclaration d’intention signée par les deux futurs époux s'engageant à :                               | Les époux doivent s’engager à instruire leurs enfants de la foi chrétienne de l’une ou l’autre confession.[réf. nécessaire] | La personne catholique : de tout faire pour que leur enfant soit élevé dans la foi catholique et si l'enfant le souhaite, être baptisé à son adolescence. En 1832, l'encyclique Summo iugiter studio du pape Grégoire XVI demanda au clergé d'empêcher le mariage si cette condition n'est pas présente ;[réf. nécessaire] | La personne catholique : de tout faire pour que leur enfant soit élevé dans la foi catholique et si l'enfant le souhaite, être baptisé à son adolescence. En 1832, l'encyclique Summo iugiter studio du pape Grégoire XVI demanda au clergé d'empêcher le mariage si cette condition n'est pas présente ;[réf. nécessaire] | La personne catholique : de tout faire pour que leur enfant soit élevé dans la foi catholique et si l'enfant le souhaite, être baptisé à son adolescence. En 1832, l'encyclique Summo iugiter studio du pape Grégoire XVI demanda au clergé d'empêcher le mariage si cette condition n'est pas présente ;[réf. nécessaire] |
| Déclaration d’intention signée par les deux futurs époux s'engageant à :                               | La personne catholique et non catholique doivent accepter les éléments essentiels du mariage catholique : liberté du consentement, fidélité à une unique personne, indissolubilité et ouverture à la fécondité | | | |
| Déclaration d’intention signée par les deux futurs époux s'engageant à :                               | La personne catholique doit respecter la conscience de son conjoint;[réf. nécessaire] | La personne catholique doit respecter la conscience de son conjoint;[réf. nécessaire] | La personne catholique doit respecter la conscience de son conjoint;[réf. nécessaire] | La personne non catholique doit respecter la foi de son conjoint ;[réf. nécessaire] |
| Conditions                                                                                             | L'une ou/et l'autre personne n'est pas uni avec quelqu'un d'autre par un mariage catholique (le mariage civil de deux non-baptisés est valide (cf. can. 1127 § 2) sauf si l'un des deux non-baptisés refuse de recevoir le baptême);[réf. nécessaire] | L'une ou/et l'autre personne n'est pas uni avec quelqu'un d'autre par un mariage catholique (le mariage civil de deux non-baptisés est valide (cf. can. 1127 § 2) sauf si l'un des deux non-baptisés refuse de recevoir le baptême);[réf. nécessaire]                                                                      | L'une ou/et l'autre personne n'est pas uni avec quelqu'un d'autre par un mariage catholique (le mariage civil de deux non-baptisés est valide (cf. can. 1127 § 2) sauf si l'un des deux non-baptisés refuse de recevoir le baptême);[réf. nécessaire]                                                                      | L'une ou/et l'autre personne n'est pas uni avec quelqu'un d'autre par un mariage catholique (le mariage civil de deux non-baptisés est valide (cf. can. 1127 § 2) sauf si l'un des deux non-baptisés refuse de recevoir le baptême);[réf. nécessaire]                                                                      |

En principe, avoir reçu le baptême catholique ne suffit pas pour se marier religieusement, aussi le sacrement de confirmation est requis mais est dispensé s'il existe « un grave inconvénient » (réf. : code de droit canonique - can 1065). Un mariage célébré entre des personnes non confirmées reste valide.
Un divorce ou une nullité du mariage au civil n'entraine pas automatiquement une nullité du mariage catholique.
En 2006 (version remaniée en 2009), la Conférence des évêques suisses a publié une documentation dans laquelle elle dit que « l’Église catholique romaine n’encourage pas ces mariages [entre catholiques et musulmans] ». La Conférence des évêques de France accompagne les mariages entre catholiques et musulmans. Elle référence des associations telles que le Groupe des foyers islamo-chrétiens, fondé en 1977.

#### Orthodoxie
La position sur les mariages mixtes entre des orthodoxes et d'autres chrétiens varie fortement selon les différentes Églises orthodoxes.
L'Église orthodoxe géorgienne interdit les mariages avec les catholiques.

#### Protestantisme
Dans le christianisme protestant, le mariage n'est pas un sacrement, car il n'a pas été institué par Jésus de Nazareth. Le couple se marie civilement (selon les lois des différents pays), et l’Église célèbre des bénédictions de mariage. Les mariages mixtes avec un conjoint non-croyant (athée ou agnostique) ou de religion chrétienne mais de confession différente (mariage œcuméniques), ne posent pas de problèmes. Les mariages mixtes avec un conjoint de religion différente sont acceptés par l’Église, qui propose alors un accompagnement spécialisé en veillant à ce que les convictions de chacun soient respectées. Le problème est en général dans la religion de l'autre famille, non protestante,,.

### Hindouisme
L'hindouisme n'interdit pas les mariages avec des personnes d'autres religions ou sans religion. Cependant en Inde, l'opposition des nationalistes hindous est importante, alors qu'en 2020 on estime que 90 % des mariages sont arrangés et que les mariages entre castes différentes sont eux aussi difficiles.

### Islam
D'après la sourate n°2, verset n°220  (ou 221) « n’épousez point les femmes idolâtres tant qu’elles n’auront pas cru. Ne donnez point vos filles aux idolâtres tant qu’ils n’auront pas cru » et la sourate n°5, verset n°7  (ou 5) « il vous est permis d’épouser les filles des croyants ». En d'autres termes, le Coran interdit tout mariage avec les polythéistes, du moins tant qu'ils ne sont pas convertis à l'islam, et autorise l'union d'un homme musulman à une femme chrétienne ou une juive — hormis les esclaves. De manière implicite, ce dernier verset prohibe le mariage d'une musulmane avec un non-musulman tant qu'il n'est pas converti.  
Le droit musulman (fiqh) établit de la sorte une asymétrie entre l'Islam et les religions du Livre sur le plan matrimonial et tient, de façon inédite jusqu'alors, pour supérieure l'isogamie religieuse par rapport à l'isogamie sociale en tenant le mariage avec une esclave croyante pour supérieur à une union avec une associationniste libre. Les juristes musulmans jettent cependant le discrédit sur l'union avec des esclaves se basant sur la notion d'égalité de condition entre les conjoints (Kafâ'a) qui, bien qu'elle n'apparaisse pas dans le Coran, permet de prononcer l'annulation du mariage.
Le mariage entre chiites et sunnites est possible, l'entente de mariage détermine si les enfants seront éduqués dans l'une ou l'autre branche de l'islam, généralement celle du père.
Si un Français non musulman se marie avec une Marocaine musulmane en France, le certificat de coutume doit être délivré sur simple présentation d'une pièce d'identité, et ne nécessite pas la conversion à l'islam. Celle-ci peut être demandée pour la transcription du mariage au Maroc,. 
Pour obtenir la validité du mariage au Maroc, le non-musulman devra suivre la procédure de conversion à l'islam devant un notaire marocain (adel) en récitant la chahada ,,. La circoncision n'est pas obligatoire.
Le mariage d'une Algérienne avec le citoyen d'un pays non-musulman nécessite un certificat de conversion pour que le mariage soit reconnu en Algérie et que les enfants du couple obtiennent la nationalité algérienne.
Depuis 2017, à la suite de l'abrogation de lois datant de 1973 encadrant les mariages, les Tunisiennes musulmanes peuvent librement épouser un non-musulman sans que ce dernier doive produire certificat de conversion à l'Islam.

### Judaïsme
Le judaïsme ne reconnaît pas le mariage mixte, seule la conversion au judaïsme permet le mariage. Certains rabbins libéraux acceptent d'être présents lors d'un mariage célébré selon une autre confession.
Le judaïsme massorti interdit les mariages mixtes.
Les samaritains permettent l'union depuis 1923 à condition que le conjoint, en pratique la femme, se convertisse. Au cours de la décennie 2010, plusieurs femmes russes ou ukrainiennes ont épousé des samaritains. Le choix de femmes non-samaritaines est motivé par la consanguinité,.
En 2010 selon Sergio DellaPergola le taux de mariages mixtes dépasse les 50 % dans l'ensemble de la Diaspora. Dans l'ex-bloc de l'Est, ce taux monte à 70 ou 80 %.
Aux États-Unis, selon une étude du Pew Research Center de 2013, 44 % des Juifs déclarent être mariés à des non-Juifs. Ce nombre monte à 58 % pour les mariages conclus après 2005.

### Yézidisme
Le yézidisme n'accepte ni les mariages interreligieux ni la conversion.